# Río Turbio (Venezuela)
El río Turbio es un río de Venezuela, que pasa por Barquisimeto y le da su nombre al gran valle del Turbio. Desemboca en el río Cojedes, formando este último a partir de su confluencia con el río Buría (también llamado Río Nirgua). Nace en el Cerro Bajo de la sierra de Portuguesa, al sureste de la localidad de Cubiro, a 1.400 m de altitud, en el estado de Lara (estado) y luego discurre por el estado de Cojedes. 